# Victoria Beckham
Victoria Caroline Adams, Lady Beckham, nota anche con lo pseudonimo di Posh Spice (Harlow, 17 aprile 1974), è un'imprenditrice, stilista e cantante britannica. È divenuta nota a livello mondiale negli anni 1990 come membro delle Spice Girls, gruppo musicale britannico che ha venduto milioni di dischi in tutto il mondo, segnando l'immaginario collettivo e aprendo la strada al successo delle girl band. Dopo la fine delle attività del gruppo, nel 2001, ha continuato per alcuni anni la carriera musicale come solista pubblicando un album, Victoria Beckham, e lanciando diversi singoli pop e dance, come A Mind of Its Own, Not Such an Innocent Girl, Out of Your Mind, Let Your Head Go e This Groove. Nella sua carriera musicale ha venduto 101,7 milioni di dischi, 100 milioni come membro del gruppo, e 1,7 milioni come artista solista (100.000 album e 1,6 milioni di singoli). Lasciata alle spalle la carriera musicale, ne ha avviata una seconda nel mondo della moda. La svolta è stata un successo: in dieci anni Victoria Beckham è diventata una delle imprenditrici più in vista della moda mondiale; è stata nominata Designer Brand of the Year ai prestigiosi British Fashion Awards del 2011 e, nel 2017, ha ricevuto un OBE dalla Regina Elisabetta II per il suo contributo all'industria della moda e per il suo impegno umanitario con l'Unicef e la Croce Rossa.

## Biografia
Nata nella contea di Essex; i suoi genitori sono Anthony William Adams, che lavorava come ingegnere elettronico, e Jacqueline Doreen Cannon, una ex impiegata assicurativa e parrucchiera; ha una sorella e un fratello più giovani, Louise e Christian. Il trisavolo di Victoria era l'artista e rivoluzionario tedesco Carl Heinrich Pfänder e il trisavolo era il politico del Minnesota William Pfaender. 
Dopo aver visto il film musicale Saranno famosi (Fame) nel 1980, ha deciso di intraprendere la carriera musicale. Ha mosso i suoi primi passi nel mondo dello spettacolo come ballerina, studiando danza fin da piccola, e ha lavorato come modella e cantato in alcuni gruppi musicali mentre frequentava il college. Non essendo molto interessata allo studio, ha frequentato un corso di tre anni presso la Lanie Arts School, prima di rispondere ad un annuncio pubblicato da The Stage, insieme all'amica Emma Bunton (una delle future Spice).

### Gli esordi: Spice Girls
Nel 1994, dopo aver risposto ad un annuncio inserito su un quotidiano, è entrata a far parte delle Spice Girls, che in pochi anni hanno raggiunto le vette delle classifiche mondiali divenendo uno dei gruppi pop degli anni novanta più acclamati. In questo modo, insieme alle compagne Geri Halliwell, Melanie C, Melanie B ed Emma Bunton, ha raggiunto la fama mondiale, e sull'onda del successo è stata scelta come testimonial di diversi prodotti e iniziative, oltre ad aver recitato nel film Spice Girls - Il film, basato sulla carriera del gruppo nell'ambito del quale era conosciuta come Posh Spice, soprannome datole da Top of the Pops Magazine, rivista della BBC, legata all'omonima trasmissione. Posh in inglese significa snob, chic, e l'appellativo le è stato dato perché considerata la più trendy delle ragazze del gruppo; posh è ormai diventato un termine comune anche in lingue diverse dall'inglese.
David Sinclair, critico musicale inglese, ha affermato che «Scary, Sporty, Posh, Ginger e Baby sono stati i componenti di una band più conosciuti globalmente dai tempi di John, Ringo, Paul e George» e che il gruppo è stato «un fenomeno sociale che ha cambiato la musica popolare e la cultura musicale».

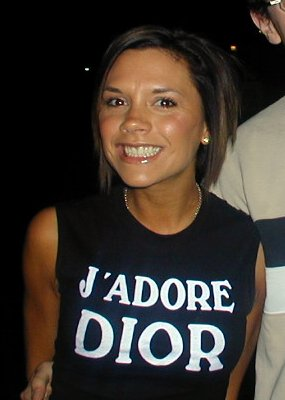
Victoria Adams nel 1999.

Dopo il terzo e ultimo album, pubblicato nel 2000, il gruppo si è sciolto dando la possibilità alle cinque componenti di intraprendere delle carriere come soliste. Nel frattempo, nel 1999, si è sposata con il noto calciatore David Beckham, dal quale ha avuto quattro figli, tre maschi e una femmina.

### L'attività musicale da solista
Nell'agosto 2000, qualche mese prima dell'uscita dell'ultimo album delle Spice Girls, ha debuttato come solista collaborando con Dane Bowers e i True Steppers per la realizzazione del singolo di questi ultimi, Out of Your Mind, che ha raggiunto il secondo posto della classifica britannica dei singoli, conquistando ottimi risultati anche in diversi paesi europei.
Successivamente ha pubblicato una autobiografia, Learning to Fly, che ha venduto oltre 500 000 copie nel Regno Unito risultando il terzo libro della categoria non-fiction più venduto del paese nel 2001.
La sua carriera da solista ha preso definitivamente il via nel settembre del 2001, con la pubblicazione del suo album di debutto come cantante solista, intitolato semplicemente Victoria Beckham, per l'etichetta discografica Virgin, la stessa del gruppo dal quale proveniva la cantante. L'album non ha superato la decima posizione della classifica britannica, mentre il singolo di lancio, Not Such an Innocent Girl, si è fermato alla sesta posizione entrando comunque in alcune classifiche di altri paesi europei. Il singolo seguente, A Mind of Its Own, uscito nel febbraio del 2002, ha raggiunto anch'esso la sesta posizione in Regno Unito. La promozione del disco è stata sospesa dopo l'annuncio della seconda maternità della cantante.
Licenziata dalla casa discografica, l'artista è rimasta comunque un personaggio di primo piano del mondo dello spettacolo suscitando particolare interesse sulle riviste di cronaca rosa, delle quali la coppia è frequentemente protagonista.
Nel 2003 ha firmato un contratto con la Telstar Records e ha affidato la sua immagine a Simon Fuller, ex manager delle Spice Girls. Alla fine di dicembre dello stesso anno è stato pubblicato un doppio singolo, contenente un brano dance pop, Let Your Head Go, e uno più marcatamente R&B, This Groove, nato dalla collaborazione con il produttore rap Damon Dash (collaboratore di Jay-Z e Kanye West). Il singolo si piazzò alla terza posizione della classifica dei singoli britannica, ma nonostante questo successo, alcune controversie fra la casa discografica britannica, che puntava ad un rilancio in stile pop, e i produttori statunitensi della 19 Management, che avrebbero voluto vedere realizzate le tracce firmate da Damon Dash, bloccarono il progetto.

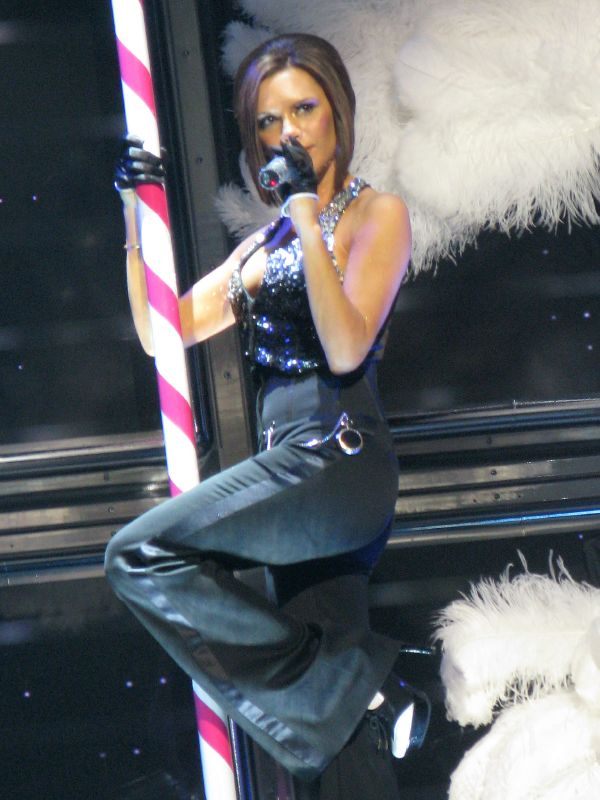
Victoria Beckham in tour con le Spice Girls nel 2007.

L'anno successivo è uscito il DVD The Rèal Beckhams che conteneva, oltre ai videoclip di Let Your Head Go e This Groove, anche quattro tracce musicali registrate dall'artista: That Dude, Me and You This Time, Valentine e Resentment (di cui Beyoncé ha eseguito in seguito una cover inserita nell'album B'Day). Si è trattato del terzo DVD basato sulla vita dei coniugi Beckham: il primo, Victoria's Secrets, era stato pubblicato nel 2000, mentre il secondo, Being Victoria Beckham, nel 2002.
Con l'intento di farla sfondare negli Stati Uniti, Damon Dash ha prodotto la traccia It's That Simple, in duetto con M.O.P.. Realizzata solo come vinile e presentata dalla stazione radio di musica urban della BBC, la canzone non ha tuttavia riscontrato gradimento. Per provare a salvare la sua carriera musicale, nel 2004 è tornata al lavoro per nuove tracce in stile pop, registrando una traccia scritta con Cathy Dennis e intitolata My Love Is for Real ma che, a causa del fallimento della casa discografica, di uno scandalo che coinvolse la sua famiglia con la rivelazione di Rebecca Loos di aver avuto una storia con suo marito David e l'annuncio della terza maternità, non è mai stata pubblicata.

### La moda e le reunion con le Spice Girls
Dopo aver tentato la carriera musicale, ha deciso di dedicarsi principalmente alla moda, suo carattere distintivo fin dagli esordi. Nel 2005 ha creato il marchio VB Rocks, creandosi così i suoi jeans, mentre nel settembre 2006 ha creato insieme al marito il marchio DVB Style, per il quale ha firmato una nuova collezione di jeans e una linea di profumi. Nello stesso periodo, il 30 ottobre 2007, ha dato alle stampe il libro That Extra Half an Inch: Hair, Heels and Everything In Between, un manuale di consigli di moda e bellezza, che ha riscosso un buon successo in Gran Bretagna.
È inoltre tornata sulle scene mondiali nelle vesti di Posh Spice partecipando al tour mondiale di riunione delle Spice Girls, a partire dal dicembre 2007 per alcuni mesi; poco tempo prima aveva registrato due nuove tracce insieme al gruppo: il singolo Headlines (Friendship Never Ends) e Voodoo, il secondo inedito incluso nel greatest hits. Nello stesso periodo ha ottenuto una piccola parte nella serie televisiva Ugly Betty.
È stata inoltre testimonial di numerosi prodotti e collezioni di abbigliamento, tra cui Marc Jacobs, Samantha Tavasa, Armani underwear, Roberto Cavalli, la stessa DVB dress collection e molti altri.
Nell'agosto 2012 ha cantato un remix di Wannabe e Spice Up Your Life con le Spice Girls alla cerimonia di chiusura delle Olimpiadi a Londra.
Negli ultimi anni si è particolarmente dedicata alla propria casa di moda che porta il suo stesso nome, presentando ogni anno sulle passerelle della Settimana della moda di New York le nuove collezioni.
Nel 2016 disegna l'abito da sposa per Eva Longoria in occasione del matrimonio con José Antonio Baston, produttore televisivo messicano.

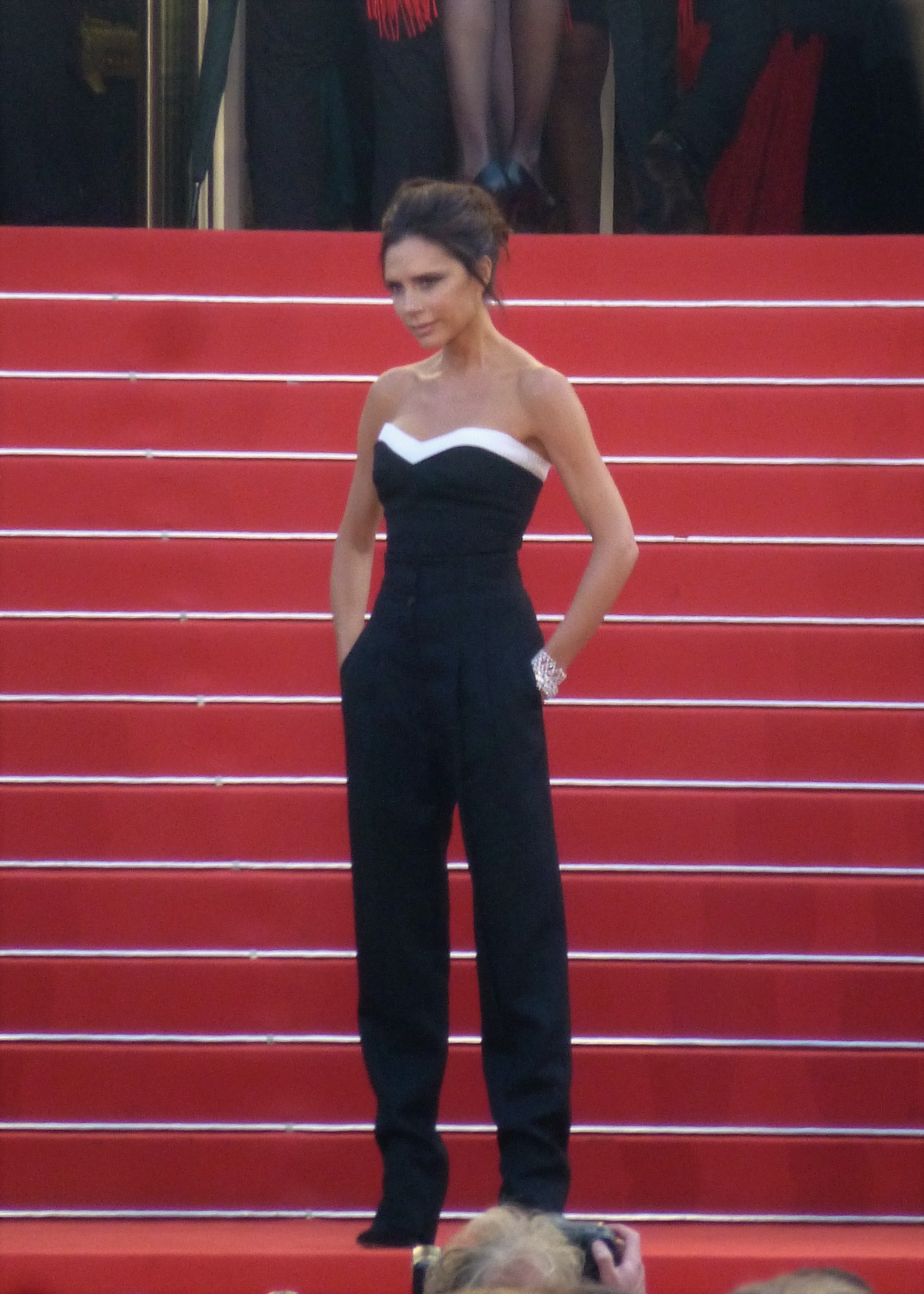
Victoria Beckham al Festival di Cannes 2016.

### Vita privata
Il 4 luglio 1999 si è sposata con il calciatore David Beckham nel castello di Luttrellstown, vicino a Dublino. La coppia ha suscitato grande interesse nei media, che li hanno ribattezzati Posh and Becks. I coniugi Beckham hanno quattro figli, tre maschi e una femmina: Brooklyn Joseph Beckham (Londra, 4 marzo 1999), Romeo James Beckham (Londra, 1º settembre 2002), Cruz David Beckham (Madrid, 20 febbraio 2005) e Harper Seven Beckham (Los Angeles, 10 luglio 2011).

## Discografia

### Album in studio
- 2001 – Victoria Beckham

### Album video
- 2004 – The Réal Beckhams

### Singoli
- 2000 – Out of Your Mind (con i True Steppers e Dane Bowers)
- 2001 – Not Such an Innocent Girl
- 2002 – A Mind of Its Own
- 2003 – This Groove
- 2003 – Let Your Head Go

### Altri brani
- 2000 – Back to Life (singolo promozionale)
- 2002 – I Wish (dalla colonna sonora di Sognando Beckham)
- 2003 – It's That Simple (feat. M.O.P.)
- 2004 – This Groove (con Jim Jones)
- 2007 – Full Stop (feat. Nas)

## Filmografia

### Cinema
- Spice Girls - Il film (Spice World), regia di Robert Alexander Spiers (1997)
- Zoolander, regia di Ben Stiller (2001)

### Documentari
- The Spice Girls in America: A Tour Story, regia di Ian Denyer (1999)
- Manchester United: Beyond the Promised Land, regia di Bob Potter (2000)
- Giving You Everything, regia di Bob Smeaton (2007)
- The Spice Girls Story: Viva Forever!, regia di Suzannah Wander (2012)
- David Beckham: Into the Unknown, regia di Anthony Mandler (2014)
- David Beckham: Infamous, regia di Ben Sempey (2022)

### Televisione
- Being Victoria Beckham – speciale TV (2001)
- The Real Beckhams – reality show (2002)
- Victoria Beckham: Coming to America – speciale TV (2007)
- Ugly Betty – serie TV, episodio 2x07 (2007)
- Project Runway – reality show (2007-2008)
- American Idol – talent show (2010)

### Doppiatrice
- SpongeBob (SpongeBob SquarePants) – serie animata, episodio 6x26 (2010)

## Libri
- (EN)  Learning to Fly, 2000
- (EN)  That Extra Half an Inch: Hair, Heels and Everything In Between, 2006